# Lucio Cornelio Crisógono
Lucio Cornelio Crisógono (en latín, Lucius Cornelius Chrysogonus; fallecido en 80 a. C.) fue un liberto griego de Lucio Cornelio Sila a quien este puso a cargo de las proscripciones del año 82 a. C. Fue acusado de corrupción por Marco Tulio Cicerón durante el juicio de Sexto Roscio. Se sabe muy poco de él con posterioridad al juicio.